# Sassay
Sassay é uma comuna francesa na região administrativa do Centro, no departamento Loir-et-Cher. Estende-se por uma área de 16,22 km². Em 2010 a comuna tinha 1 062 habitantes (densidade: 65,5 hab./km²).